# Magda Stavinschi
 (octobre 2016).
Si vous disposez d'ouvrages ou d'articles de référence ou si vous connaissez des sites web de qualité traitant du thème abordé ici, merci de compléter l'article en donnant les références utiles à sa vérifiabilité et en les liant à la section « Notes et références ».
Magdalena Iolanda Stavinschi, dite Magda Stavinschi, née Ștefănescu le 12 juin 1942 à Bucarest, en Roumanie, est une astronome roumaine.

## Biographie
Magda Stavinschi est diplômée de la faculté de mathématiques et de mécanique, département d'astronomie de l'université de Bucarest et possède un doctorat en mathématiques, obtenu à l'université Babeş-Bolyai de Cluj-Napoca, avec une spécialité en astronomie.

## Distinctions
- Officier de l'Ordre national du Mérite, France
- Diplôme d’excellence de la Radiodiffusion Roumaine, Chaine Culture (2002)
- Diplôme d'excellence de l'UNESCO (2004)
- Diplôme de reconnaissance spéciale Perspectives mondiales sur la science et la spiritualité.
- L'astéroïde (554709) Magdastavinschi a été nommé en son honneur[1].